# Cyprinodon bovinus
Cyprinodon bovinus é uma espécie de peixe da família Cyprinodontidae.
É endémica dos Estados Unidos da América.